# Gy (Švýcarsko)
Gy je obec na jihozápadě Švýcarska, v kantonu Ženeva. Žije zde 477 obyvatel.

## Geografie
Obec se nachází východně od Ženevského jezera, asi 10 kilometrů severovýchodně od Ženevy, na pravém břehu říčky Seymaz. Leží přímo na švýcarsko-francouzské hranici.
Obec Gy se skládá z vesnic Beaupré, Gy - village, Les Longeraies a Les Etoiles.

## Historie
Gy se v roce 1227 poprvé zmiňuje jako Gyez a v roce 1289 jako Giez. Panství Gy, které pravděpodobně pochází z galsko-římského sídla, tzv. villa, patřilo před rokem 1227 k pozemkům převorství Saint-Victor v Ženevě. Po reformaci připojil Bern práva ženevského převorství a po zrušení nároků Basileje v roce 1544 získal práva vrchnostenské jurisdikce. V roce 1754 Turínská smlouva udělila Ženevě plná práva nad mandátem Jussy, k němuž Gy patřilo. V roce 1798 se Jussy stalo ženevskou obcí, k níž původně patřila i vesnice Gy. Samostatnou obcí se pak stala 9. listopadu 1850. V letech 1609–1611 byl v Gy postaven první reformovaný kostel na ženevském venkově.

## Obyvatelstvo
| Vývoj počtu obyvatel | Vývoj počtu obyvatel | Vývoj počtu obyvatel | Vývoj počtu obyvatel | Vývoj počtu obyvatel | Vývoj počtu obyvatel | Vývoj počtu obyvatel | Vývoj počtu obyvatel | Vývoj počtu obyvatel | Vývoj počtu obyvatel | Vývoj počtu obyvatel | Vývoj počtu obyvatel | Vývoj počtu obyvatel |
| -------------------- | -------------------- | -------------------- | -------------------- | -------------------- | -------------------- | -------------------- | -------------------- | -------------------- | -------------------- | -------------------- | -------------------- | -------------------- |
| Rok                  | 1860                 | 1900                 | 1950                 | 2000                 | 2007                 | 2010                 | 2012                 | 2014                 | 2015                 | 2016                 | 2017                 |                      |
| Počet obyvatel       | 189                  | 215                  | 141                  | 370                  | 413                  | 446                  | 480                  | 499                  | 508                  | 483                  | 489                  |                      |

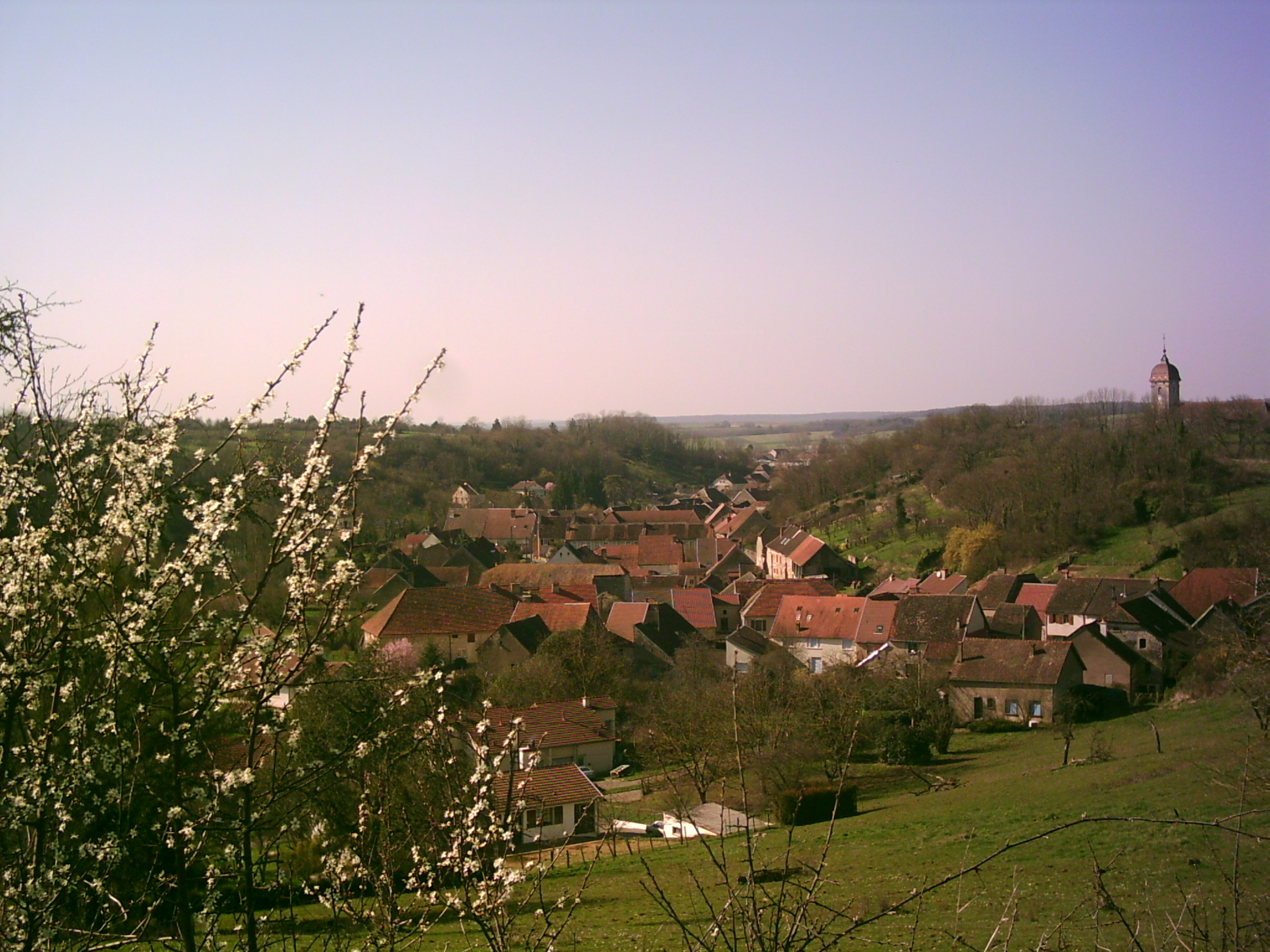
Pohled na obec

Většina obyvatel (k roku 2000) hovoří francouzsky (336, tj. 90,8 %), druhá nejčastější je němčina (12, tj. 3,2 %) a třetí angličtina (11, tj. 3,0 %).

## Hospodářství
V roce 2000 měla tato silně zemědělská obec asi deset zemědělských podniků (zemědělství, vinařství, chov zvířat), truhlářskou dílnu a stolařství. V blízkosti Prés de Villete se nachází přírodní rezervace o rozloze 24 hektarů, která je turistickým cílem.

## Doprava
Gy je napojeno na síť veřejné dopravy autobusovou linkou, kterou provozuje ženevský dopravní podnik Transports publics genevois (TPG). Železnice územím obce neprochází, nejbližší železniční stanice se nachází v Chêne-Bourg na trati Ženeva–Annemasse.